# 第24回オンライン映画批評家協会賞
第24回オンライン映画批評家協会賞は2020年の映画を対象としており、2021年1月19日にノミネーションが発表された。なお、受賞者は同月25日に発表された。

## 受賞・ノミネート一覧
※受賞は太字。

### 作品賞
- 『ザ・ファイブ・ブラッズ』
- 『ノマドランド』
- 『17歳の瞳に映る世界』
- 『First Cow』
- 『プロミシング・ヤング・ウーマン』
- 『もう終わりにしよう。』
- 『ミナリ』
- 『サウンド・オブ・メタル 〜聞こえるということ〜』
- 『ソウルフル・ワールド』
- 『シカゴ7裁判』

### 監督賞
- ケリー・ライヒャルト - 『First Cow』
- スパイク・リー - 『ザ・ファイブ・ブラッズ』
- エメラルド・フェネル - 『プロミシング・ヤング・ウーマン』
- クロエ・ジャオ - 『ノマドランド』
- エリザ・ヒットマン - 『17歳の瞳に映る世界』

### 主演男優賞
- デルロイ・リンドー - 『ザ・ファイブ・ブラッズ』
- チャドウィック・ボーズマン - 『マ・レイニーのブラックボトム』
- リズ・アーメッド - 『サウンド・オブ・メタル 〜聞こえるということ〜』
- スティーヴン・ユァン - 『ミナリ』
- アンソニー・ホプキンス - 『ファーザー』

### 主演女優賞
- キャリー・マリガン - 『プロミシング・ヤング・ウーマン』
- ジェシー・バックリー - 『もう終わりにしよう。』
- ヴィオラ・デイヴィス - 『マ・レイニーのブラックボトム』
- フランシス・マクドーマンド - 『ノマドランド』
- シドニー・フラニガン - 『17歳の瞳に映る世界』

### 助演男優賞
- チャドウィック・ボーズマン - 『ザ・ファイブ・ブラッズ』
- ポール・レイシー - 『サウンド・オブ・メタル 〜聞こえるということ〜』
- レスリー・オドム・Jr - 『あの夜、マイアミで』
- ビル・マーレイ - 『オン・ザ・ロック』
- サシャ・バロン・コーエン - 『シカゴ7裁判』

### 助演女優賞
- オリヴィア・コールマン - 『ファーザー』
- アマンダ・サイフリッド - 『Mank/マンク』
- タリア・ライダー - 『17歳の瞳に映る世界』
- マリア・バカローヴァ - 『続・ボラット 栄光ナル国家だったカザフスタンのためのアメリカ貢ぎ物計画』
- ユン・ヨジョン - 『ミナリ』

### オリジナル脚本賞
- スパイク・リー、ポール・デ・メオ、ダニー・ビルソン、ケヴィン・ウィルモット - 『ザ・ファイブ・ブラッズ』
- リー・アイザック・チョン - 『ミナリ』
- エリザ・ヒットマン - 『17歳の瞳に映る世界』
- アーロン・ソーキン - 『シカゴ7裁判』
- エメラルド・フェネル - 『プロミシング・ヤング・ウーマン』

### 脚色賞
- ケリー・ライヒャルト、ジョナサン・レイモンド - 『First Cow』
- クロエ・ジャオ - 『ノマドランド』
- ケンプ・パワーズ - 『あの夜、マイアミで』
- チャーリー・カウフマン - 『もう終わりにしよう。』
- ルーベン・サンチャゴ＝ハドソン - 『マ・レイニーのブラックボトム』

### 撮影賞
- エリック・メッサーシュミット - 『Mank/マンク』
- ホイテ・ヴァン・ホイテマ - 『TENET テネット』
- ジョシュア・ジェームズ・リチャーズ - 『ノマドランド』
- ニュートン・トーマス・サイジェル - 『ザ・ファイブ・ブラッズ』
- クリストファー・ブローヴェルト - 『First Cow』

### 編集賞
- クロエ・ジャオ - 『ノマドランド』
- アダム・ガフ - 『ザ・ファイブ・ブラッズ』
- ジェニファー・レイム - 『TENET テネット』
- カーク・バクスター - 『Mank/マンク』
- アラン・ボームガーテン - 『シカゴ7裁判』

### 作曲賞
- テレンス・ブランチャード - 『ザ・ファイブ・ブラッズ』
- トレント・レズナー、アッティカス・ロス - 『Mank/マンク』
- エミール・モッセリ - 『ミナリ』
- トレント・レズナー、アッティカス・ロス - 『ソウルフル・ワールド』
- ルドウィグ・ゴランソン - 『TENET テネット』

### 新人監督賞
- アンドリュー・パターソン - 『ヴァスト・オブ・ナイト』
- エメラルド・フェネル - 『プロミシング・ヤング・ウーマン』
- レジーナ・キング - 『あの夜、マイアミで』
- ダリウス・マーダー - 『サウンド・オブ・メタル 〜聞こえるということ〜』
- ラダ・ブランク - 『40歳の解釈: ラダの場合』

### アニメーション映画賞
- 『2分の1の魔法』
- 『フェイフェイと月の冒険』
- 『ソウルフル・ワールド』
- 『ウルフウォーカー』
- 『The Wolf House』

### 非英語映画賞
- 『コレクティブ 国家の嘘』 ルーマニア
- 『バクラウ 地図から消された村』 ブラジル、 フランス
- 『アナザーラウンド』 デンマーク
- 『ラ・ヨローナ 〜彷徨う女〜』 グアテマラ
- 『ミナリ』 アメリカ合衆国

### ドキュメンタリー映画賞
- 『The Painter and the Thief』
- 『タイム』
- 『コレクティブ 国家の嘘』
- 『ディック・ジョンソンの死』
- 『ボーイズ・ステイト』

### 技術賞
- 『TENET テネット』 - 視覚効果に対して
- 『EMMA エマ』 - 衣装デザインに対して
- 『Mank/マンク』 - 美術に対して
- 『透明人間』 - 視覚効果に対して
- 『サウンド・オブ・メタル 〜聞こえるということ〜』 - 音響に対して

### 特別賞（外国映画部門）
※2020年に本国で公開されたにも拘らず、アメリカでの公開が遅れたために2020年度の賞レースへの参加資格が得られなかった外国映画に対して与えられる特別賞。
- 『恋するけだもの』 日本
- 『夢追い人』 インド
- 『Ghosts』 トルコ
- 『Mogul Mowgli』 イギリス
- 『Nuevo Orden』 メキシコ
- 『国境の夜想曲』 イタリア
- 『Rocks』 イギリス
- 『セイント・モード/狂信』 イギリス
- 『Été 85』 フランス
- 『水を抱く女』 ドイツ、 フランス

### 生涯功労賞
- ジェーン・フォンダ
- ジャン＝リュック・ゴダール
- フレデリック・ワイズマン
- デヴィッド・バーン
- ロブ・ボッティン

### 特別賞
- 『Small Axe』
- キノ・ローバー - バーチャルでの映画配給を初めて実施し、コロナ禍で苦境に喘ぐ小規模の映画館を支えた。
- バーチャルでの上映を行った小規模の映画館